# Tom Wopat
Thomas Steven "Tom" Wopat (født 8. september 1951) er en amerikansk skuespiller og komiker.